# Camburg
Camburg – dzielnica miasta Dornburg-Camburg w Niemczech, w kraju związkowym Turyngia, w powiecie Saale-Holzland, we wspólnocie administracyjnej Dornburg-Camburg. 
Do 30 listopada 2008 Camburg było samodzielnym miastem, 1 grudnia Camburg połączono z miastem Dornburg/Saale i gminą Dorndorf-Steudnitz w nowe miasto Dornburg-Camburg.

## Zabytki
- zachowany 37-metrowy donżon zamku z XII wieku[1] ;